# ناديا أول
ناديا اوهل (بالألمانية: Nadja Uhl )‏ (و. 1972  م) هي ممثلة أفلام، وممثلة مسرحية من ألمانيا، وألمانيا الشرقية، ولدت في شترالزوند، بدأت مشوارها المهني سنة 1993.

## التعليم
تعلمت في جامعة الموسيقى والمسرح في لايبزيغ ‏.

## جوائز
حصلت على جوائز منها:
- جائزة الدب الفضي  [لغات أخرى]‏
- جائزة بامبي.

## وصلات خارجية
- ناديا أول على موقع IMDb (الإنجليزية)
- ناديا أول على موقع ميتاكريتيك (الإنجليزية)
- ناديا أول على موقع روتن توميتوز (الإنجليزية)
- ناديا أول على موقع مونزينجر (الألمانية)
- ناديا أول على موقع قاعدة بيانات الأفلام العربية
- ناديا أول على موقع ألو سيني (الفرنسية)
- ناديا أول على موقع أول موفي (الإنجليزية)
- ناديا أول على موقع قاعدة بيانات الأفلام السويدية (السويدية)
- ناديا أول على موقع ديسكوغز (الإنجليزية)
- ناديا أول على موقع قاعدة بيانات الفيلم (الإنجليزية)